# XL (альбом)
XL — дебютный студийный альбом российского рэп-исполнителя Лигалайза, выпущенный 18 мая 2006 года фирмой грамзаписи «Студия Монолит».
Альбом состоит из 13 песен и был записан в период с 2004 по 2006 год на московской студии «Music Studio Infiniti». В записи альбома приняли участие Богдан Титомир, N’Pans, Маша Макарова и бэк-вокалистка Ира Искра. Музыку для альбома создали Лигалайз, Андрей Белый и Андрей Чёрный при содействии гитаристов группы Маша и Медведи (Максим Хомич, Вячеслав Мотылёв, Денис «Пит» Петухов), хип-хоп диджеев (DJ LA и DJ Nik-One), а также сессионных музыкантов: бас-гитарист Mr. Bruce, саксофонист Николай Семёнов и клавишник Кирилл Сергеев.
Альбом имел большой коммерческий успех. В сентябре 2007 года Национальная федерация производителей фонограмм (НФПФ) по результатам продажи легальных копий альбома XL вручила Лигалайзу сразу два сертификата «Золотой диск» (свыше четверти миллиона легально проданных дисков). В 2020 году рэпер назвал альбом XL самым продаваемым компакт-диском в этом жанре и одним из самых продаваемых альбомов 2006 года.
3 апреля 2007 года вышло переиздание альбома, дополненное бонус-треком «Джаная».

## Об альбоме
В пресс-релизе с подзаголовком «Так русский хип-хоп не звучал никогда» сказано, что альбом XL — «это своего рода вершина, к которой Лигалайз шёл все 10 лет своей музыкальной карьеры. Вобрав в себя всё лучшее из всех музыкальных направлений, с американским качеством, но удивительно по-русски, даже со ссылками на Высоцкого и Виктора Цоя».
Песня «Сволочи» является заглавной композицией одноимённого фильма, который вышел на экраны 2 февраля 2006 года.
Песня «Будущие мамы» является заглавной композицией молодёжного телесериала «Клуб», который выходил на телеканале «MTV Россия» с 23 мая 2006 года по 8 ноября 2009 года.
В апреле 2007 года Лигалайз дал интервью порталу Rap.Ru, в котором он сообщил подробности переиздания альбома XL:
Я сделал новый дизайн, сделал новый мастеринг, добавил песню, добавил один ремикс, всё получше звучит — такое вот переиздание. Ещё я заменил одну песню, «Почувствуй силу», мне не нравилось, как она звучала.
На восемь из тринадцати песен альбома были сняты видеоклипы, почти все из которых входили в различные чарты основных российских музыкальных каналов (в основном «MTV Россия») в течение нескольких лет.
В апреле 2017 года Лигалайз дал интервью порталу The Flow, в котором он сообщил, почему не вышел второй альбом сразу после XL:
Куча артистов клепает однотипные альбомы, чтобы оставаться в тренде и на слуху. Мне нравится идти против течения, совершать нерациональные действия, героические какие-то.

## Критика
В 2006 году журналист информационного агентства InterMedia, Алексей Мажаев, написал, что «коллеги не поймут, да и слушатели вряд ли успеют приноровиться к такой всеядности. Или профессионализму?».
В 2006 году журналист портала Rap.Ru, Андрей Никитин, назвал релиз «очень качественным альбомом настоящего отечественного мейнстрим-рэпа»:
Знаете, если расчёт на массы оправдается и популярность Лиги поднимется на уровень выше, чем у всех прочих рэперов, то год спустя те, кто сегодня ругает альбом, постараются забыть свои слова, назовут XL «классикой» и «поворотным пунктом в карьере». И в этом у меня тоже нет ни малейших сомнений.
В 2006 году журналист портала «Лаборатория новостей», Иванов-Ножиков, в своём обзоре посоветовал рэперу «отбросить попытки угодить всем сразу»:
Лигалайз явно пытается протолкаться в высшую лигу отечественного рэпа, примеряя на альбоме целую кучу различных саундов. Тематически его тоже всё время бросает в разные стороны. Всё это жонглирование звучаниями и темами напоминает попытки догнать поезд, который уже давно ушёл — Лигалайз, похоже, так и остался человеком 90-х, и грамотно вписаться в двухтысячные ему пока сложно. Даже приглашённые гости на этом альбоме — Маша Макарова, Богдан Титомир — кажутся пришельцами из прошлого.
В 2007 году российский портал Rap.Ru назвал главные альбомы русского рэпа, повлиявшие на развитие жанра с 1990 по 2006 год. Альбом XL был назван главным альбомом 2006 года:
Крупный коммерческий альбом-боевик — теперь это возможно и в рэпе. По всей видимости, будущее именно за такими проектами. В то же время это должно быть вызовом для остальных игроков — а можно ли сделать сильный альбом, который полюбят очень многие, но не пойти на компромиссы с принципами и с прошлым? Вопрос все еще открыт.

## Рейтинги
- В 2020 году альбом XL вошёл в список «20 главных рэп-альбомов 2000—2020: выбор The Flow»[14].

## Награды
- В начале 2007 года редакция Rap.Ru создала опрос «Итоги 2006 по версии Rap.Ru», в ходе которого проголосовало чуть более 10 тысяч читателей Rap.Ru. В результате голосования XL был выбран «альбомом года» среди отечественных релизов, а самого Лигалайза выбрали «артистом года» среди отечественных рэперов[15].
- В сентябре 2007 года Национальная федерация производителей фонограмм (НФПФ) по результатам продажи легальных копий альбома XL вручила Лигалайзу сразу два сертификата «Золотой диск» (свыше четверти миллиона легально проданных дисков)[2].

## Чарты и ротации
С 2006 года песни «Сволочи» (с 23.01.2006), «Будущие мамы» (с 22.05.2006), «Джаная» (с 25.12.2006) и «Рождённые в СССР» (с 26.11.2007) находятся в ротации нескольких российских радиостанций. При этом песня «Будущие мамы» прозвучала 33 тысячи раз в эфире 48 радиостанций 455 городов.
По данным интернет-проекта Moskva.FM, 9 песен Лигалайза из альбома XL были в ротации нескольких российской радиостанций с 2007 по 2015 год: «Жизнь», «Кто ты такой?!», «Будущие мамы», «Стресс», «Русский рэп», «Рождённые в С.С.С.Р.», «Первый отряд», «Сволочи» и «Остаться». При этом песня «Жизнь» является самым популярным треком Лигалайза на радио, который прослушали двести тысяч раз. Песня «Джаная» также была в ротации с 2008 по 2013 год, и за пять лет её послушали пять тысяч раз.

## Список композиций
| №   | Название                                        | Музыка                                    | Длительность |
| --- | ----------------------------------------------- | ----------------------------------------- | ------------ |
| 1.  | «Интро»                                         | Лигалайз                                  | 0:29         |
| 2.  | «Остаться»                                      | Лигалайз и Андрей Чёрный                  | 3:02         |
| 3.  | «Почувствуй силу» (уч. Богдан Титомир и N’Pans) | Лигалайз и Андрей Белый                   | 3:43         |
| 4.  | «Будущие мамы»                                  | Лигалайз и Андрей Белый                   | 4:44         |
| 5.  | «Рождённые в СССР»                              | Лигалайз                                  | 4:21         |
| 6.  | «Латы» (уч. Маша Макарова)                      | Лигалайз и Макс Хомич                     | 4:05         |
| 7.  | «Жизнь»                                         | Colin Vearncombe, Лигалайз и Андрей Белый | 4:13         |
| 8.  | «Русский рэп»                                   | Лигалайз и Андрей Чёрный                  | 3:40         |
| 9.  | «Стресс»                                        | Лигалайз                                  | 4:10         |
| 10. | «Первый отряд»                                  | Лигалайз и Андрей Белый                   | 3:26         |
| 11. | «Кто ты такой?!» (Легальный Бизне$$)            | Лигалайз и Андрей Белый                   | 4:39         |
| 12. | «Сволочи»                                       | Аркадий Укупник, Лигалайз и Андрей Белый  | 3:51         |
| 13. | «Латы (другая версия)» (уч. гр. Маша и Медведи) | Лигалайз и Макс Хомич                     | 4:19         |
| 14. | «Джаная» (уч. Дато)                             | Дато, Андрей Белый, Лигалайз              | 3:19         |

## Участники записи
По данным отсканированных буклетов альбома:
- Лигалайз — исполнитель (1-13), музыка (1-11, 13), аранжировка (12, 14), слова (2-14)
- Богдан Титомир — исполнитель (3)
- N’Pans (Легальный Бизне$$) — исполнитель (3, 11), слова (3, 11)
- Маша Макарова (Маша и Медведи) — исполнитель (6, 13), слова (6, 13)
- Максим Хомич (Маша и Медведи) — гитара (2, 5, 6, 13)
- Вячеслав Мотылёв (Маша и Медведи) — гитара (13)
- Денис «Пит» Петухов (Маша и Медведи) — бас (5, 13)
- Ира Искра — бэк-вокал (3, 4, 5, 10, 12)
- Андрей Белый — музыка (3, 4, 7, 10, 11), аранжировка (12, 14), сведение (1, 4, 10, 11, 12, 14)
- Андрей Чёрный — музыка (2, 8)
- Colin Vearncombe — музыка (7)
- Аркадий Укупник — музыка (12)
- DJ LA — скретч (3, 7, 8)
- DJ Nik-One — скретч (13)
- DJ Booch — скретч (14)
- Mr. Bruce — бас (7)
- Николай Семёнов — саксофон (7, 9)
- Кирилл Сергеев — клавишные (5)
- Shooroop — сведение (2, 5, 6, 7, 8, 9), мастеринг на студии звукозаписи «Music Studio Infiniti»
- Сергей Маринкин — сведение (3)
- Brigitte Anderhausen (немецкий звукорежиссёр) — сведение (13)
- Давид «Dato» Худжадзе — исполнитель (14), музыка (14), аранжировка (14)